# DBDMH
DBDMH （也称为1,3-二溴-5,5-二甲基乙内酰脲）是一种衍生自二甲基乙内酰脲的杂环有机化合物。这种具有轻微溴气味的白色结晶化合物广泛用作消毒剂、饮用水净化、再生水处理、纸浆和造纸厂的漂白剂以及处理工业/商业水冷却系统。 使用过程无需使用次氯酸。

## 净水作用机制
DBDMI是溴的来源，作用相当于次溴酸 (HOBr)。
Br2X + 2 H2O → 2 HOBr + H2X
（如果是 H 2 X 则为 5,5-二甲基乙内酰脲）
pKa值为8.6时，次溴酸在水中部分解离：
HOBr ⇌ H+ + BrO-
“Br + ”来源于次溴酸，消毒过程中产生溴离子：
HOBr + 存活病原体 → Br− + 死亡病原体
然后，在足够强的氧化剂（如臭氧、次氯酸、过硫酸单钾）作用下，产生的溴离子可以氧化成次溴酸。这种再氧化的过程通常叫做溴离子的“活化”：
Br- + HOCl → HOBr + Cl-

## 其他应用
DBDMH可以用以将硫醇催化氧化成二硫化物。